# Heinrich Erkes
Heinrich Erkes (* 18. Mai 1864 in Elberfeld (heute Stadtteil von Wuppertal); † 1. April 1932 in Köln) war ein deutscher Kaufmann, Islandforscher, Bibliothekar und sozialdemokratischer Politiker.

## Frühe Jahre und Beruf
Seine Jugend verbrachte er in Köln. Dort betrieb der Vater ein Importgeschäft für Schafswolle, Felle und anderer Produkte. Nach dem Abitur am Marzellengymnasium studierte er in Bonn Neuere Sprachen und Geologie. Er hielt sich zu Studienaufenthalten auch in Leeds, Siena und Löwen auf. In Köln schloss er eine kaufmännische Ausbildung ab. Er arbeitete zunächst als Handelsvertreter für australische und neuseeländische Firmen im Ausland, lebte zeitweise in Genua und heiratete 1889 Maria Haag. Aus der Ehe gingen drei Kinder hervor. Einer der Söhne war der Sinologe Eduard Erkes. Im Jahr 1892 übernahm er die Leitung des Handelsunternehmens der Familie. Einige Jahre später war er alleiniger Inhaber.

## Politik
Bereits seit 1890 war Erkes Mitglied der SPD. Im Jahr 1908 veröffentlichte er eine Schrift zur Frauenfrage (Die moderne Frauenfrage im Lichte des Sozialismus). Er war Mitglied der Presskommission der Rheinischen Zeitung. Seit etwa 1910 war er zusammen mit Eugen Prager Mitglied des Bildungsausschusses der Kölner Partei. Im Jahr 1916 nahm er am Parteitag der SPD teil. Er war seit 1917 Mitglied des Kölner Stadtverordnetenversammlung. Während der Novemberrevolution gehörte er dem Kölner Arbeiter- und Soldatenrat an. Das Mandat als Stadtverordneter hatte er bis 1924 inne. Von 1920 bis 1924 war er Mitglied des Generalrates des Zentralverbandes deutscher Konsumgenossenschaften. Zwischen 1921 und 1924 gehörte er dem preußischen Landtag an.

## Islandforscher und Bibliothekar
Etwa seit 1900 beschäftigte Erkes sich ernsthaft mit Island. Er erlernte die isländische Sprache und unternahm seit 1905 verschiedene Forschungsreisen auf die Insel. Diese dokumentierte er fotografisch und veröffentlichte Berichte. Er veröffentlichte nach 1906 den ersten Sprachführer für das Neuisländische. Insbesondere machte er sich durch Beiträge zur Geologie Islands einen Namen in der Fachwelt. Vom Verein für Erdkunde zu Dresden wurde er zum korrespondierenden Mitglied ernannt. Er wurde Mitbegründer der Vereinigung der Islandfreunde. In dem 1913 gegründeten Verein übernahm er den Posten des zweiten Schriftführers. Zeitweise war er später auch Geschäftsführer der Organisation. In dem Vereinsorgan publizierte er zahlreiche Beiträge. Daneben schrieb er auch Reisebeschreibungen für ein breiteres Publikum, die er meist in der Rheinischen Zeitung veröffentlichte. Dort erschienen auch eigene Übersetzungen isländischer Autoren.
Erkes sammelte systematisch alles Schriftgut zu Island, das er erreichen konnte. Daraus entstand eine umfangreiche Bibliothek mit zuletzt etwa 6000 Titeln. Besonders bemerkenswert sind etwa 280 Werke, die vor 1800 gedruckt wurden. Darunter sind der Druck der ersten isländischen Bibel von 1584 und verschiedene alte Ausgaben der Edda.
Im Zusammenhang mit dem Ersten Weltkrieg musste Erkes seine unternehmerische Tätigkeit, die auf Geschäften mit Übersee beruhte, aufgeben. Auf Vermittlung von Konrad Adenauer wurde Erkes 1920 ohne entsprechende Qualifikation wissenschaftlicher Bibliothekar an der Bibliothek der neuen Universität Köln. Dies erregte in der Öffentlichkeit den Verdacht auf „Kölschen Klüngel“. Er brachte seine Sammlung zu Island in die Universitätsbibliothek ein. Diese hat den Zweiten Weltkrieg weitgehend unbeschädigt überstanden. 1930 wurde Erkes pensioniert.
Die isländische Regierung verlieh ihm 1924 den Falkenorden.

## Schriften (Auswahl)
- Kurzer Deutsch-Neuisländischer Sprachführer mit Grammatik und Wörterverzeichnis, Hauptband und Beilage, Dortmund: Ruhfus 1906–1907.
- Die moderne Frauenfrage im Lichte des Sozialismus, Köln: Verlag der Rheinischen Zeitung [ca. 1908] (Flugschriften des Sozialdemokratischen Agitations-Komitees für die Obere Rheinprovinz; 5).
- Aus dem unbewohnten Innern Islands: Ódádahraun und Askja; mit einer Skizze des Gebirgsstockes Dyngjufjöll und der Askja, Dortmund: Ruhfus 1909.
- Die Askja in Innerisland / der Umriß nach trigonometrischer Vermessung von G. Caroc (1876). Vermessung des Sees und der Lavaergüsse von 1922 von Gudmundur G. Bárdarson (1923). In: Dr. A. Petermann's Mitteilungen aus Justus Perthes' Geographischer Anstalt, Bd. 71 (1925).
- Neue geographische Forschungen auf Island. In: Mitteilungen des Vereins für Erdkunde zu Dresden. 1925.
- Nochmals Hvitramannaland. In: Petermanns Geographische Mitteilungen, Bd. 74 (1928), S. 284–288.
- Reisebilder von den Färöern. In: Deutsche Geographische Blätter, 1909 (32), 40-57.   Digitalisat (HTML)